# Mokra Gora (hegység)
A Mokra Gora (szerbül Мокра Гора / Mokra Gora (am. Nedves-hegység), albánul Mokna vagy Mokragorë) a Prokletije (Albán Alpok) egyik hegyvonulata. Montenegró keleti, Koszovó északnyugati és Szerbia délnyugati határán található, a koszovói Istok város és a Hajla hegy között. A szerb oldalon Tutin, a montenegróin pedig Rožaje a legközelebbi város. 
Két jelentősebb, 2000 m feletti csúcsa a Pogled (2156 m) és a Beleg (2102 m). A Beleg  Koszovó és Montenegró közt fekszik, míg a Pogled a szerb-montenegrói-koszovói  hármas határponton található. 
A hegyoldalakat többnyire erdők borítják, míg a magasabb részeken elterülő alpesi legelők találhatóak. A nemzetközi békefenntartó erők 1999-es koszovói megérkezéséig igen jelentős volt a vidéken az illegális fakitermelés.

## Fordítás
- Ez a szócikk részben vagy egészben  a   Mokra Gora (mountain) című angol Wikipédia-szócikk ezen változatának fordításán alapul.  Az eredeti cikk szerkesztőit annak laptörténete sorolja fel. Ez a jelzés csupán a megfogalmazás eredetét és a szerzői jogokat jelzi, nem szolgál a cikkben szereplő információk forrásmegjelöléseként.